# I. e. 384
Évszázadok: i. e. 5. század – i. e. 4. század – i. e. 3. század
Évtizedek: i. e. 430-as évek – i. e. 420-as évek – i. e. 410-es évek – i. e. 400-as évek – i. e. 390-es évek – i. e. 380-as évek – i. e. 370-es évek – i. e. 360-as évek – i. e. 350-es évek – i. e. 340-es évek – i. e. 330-as évek
Évek: i. e. 389 – i. e. 388 – i. e. 387 – i. e. 386 –  i. e. 385 – i. e. 384 – i. e. 383 – i. e. 382 – i. e. 381 – i. e. 380 – i. e. 379

## Események

### Itália
- I. Dionüsziosz, Szürakuszai ura meglepetésszerűen megtámadja a Róma közelében fekvő etruszk kikötővárost, Pyrgit.
- Rómában a korábbi consult, Marcus Manlius Capitolinust, aki saját vagyonából segítette az elszegényedett plebejusokat, a szenátus azzal vádolja, hogy királyi hatalomra tör és halálra ítéli.
- Rómában consuli jogkörű katonai tribunusok: Servius Cornelius Maluginensis, Marcus Furius Camillus, Gaius Papirius Crassus, Publius Valerius Potitus Poplicola, Servius Sulpicius Rufus és Titus Quinctius Cincinnatus Capitolinus.

### Balkán
- Görög telepesek megalapítják Hvar szigetén Pharosz városát (ma Stari Grad, Horvátország).

## Születések
- Arisztotelész görög filozófus († 322)
- Démoszthenész görög politikus  († 322)[1]

## Fordítás
- Ez a szócikk részben vagy egészben  a(z)   384 v. Chr. című német Wikipédia-szócikk ezen változatának fordításán alapul.  Az eredeti cikk szerkesztőit annak laptörténete sorolja fel. Ez a jelzés csupán a megfogalmazás eredetét és a szerzői jogokat jelzi, nem szolgál a cikkben szereplő információk forrásmegjelöléseként.